# Civilization (joc video)
Sid Meier's Civilization este primul joc de strategie pe ture al seriei Civilization. Jocul este dezvoltat de Sid Meier și Bill Stealey în cadrul MicroProse, compania care avea să dea naștere francizei Civilization.  
Jocul a fost dezvoltat inițial pentru platforma MS-DOS, urmat de numeroase revizuiri pentru compatibilitatea cu multe alte platforme. 
Obiectivul jocului era următorul: “Construiește un Imperiu care să treacă testul timpului!” 

## Gameplay
Ai de ales între mai multe hărți, civilizații/lideri (rușii conduși de Stalin, americanii conduși de Abraham Lincoln, romanii conduși de Iulius Cezar sau englezii conduși de Elisabeta I), urmând să-ți alegi oponenții (mongolii conduși de Ginghis Han (Genghis Khan) sau indienii conduși de Gandhi). Partida începe în anul 4000 î.e.n., având un singur oraș pe care urma să-l dezvolți. Începi să explorezi, să-ți extinzi imperiul, să exploatezi resursele, să recrutezi soldați, să te aperi de barbari și să extermini celelalte civilizații până în viitorul apropiat, în anul 2100, când începea cursa spațială. Poți să alterezi mediul natural cu mine, irigații, drumuri ce conectau orașe și căi ferate. 
Pe măsură ce avansezi, descoperi noi tehnologii de la roată la fuziunea nucleară, oferind noi clădiri și noi unități militare mai avansate și mai distrugătoare. Totodată, poți să construiești o minune arhitecturală ca Piramidele sau Marele Zid Chinezesc. 
Cel care cucerește toate celelalte civilizații sau învingea în cursa spațială pentru colonizarea sistemului Alfa Centauri câștigă partida.

## Legături externe
- Civilization at MobyGames
- CivFanatics fansite
- The Official Guide to Sid Meier's Civilization, Keith Ferrell, Edmund Ferrell, Compute Books, 1992, ISBN 0-87455-259-1